# Coney Island (singolo)
Coney Island è un singolo della cantante statunitense Taylor Swift, pubblicato il 18 gennaio 2021 come terzo estratto dal nono album in studio Evermore.

## Descrizione
Nona traccia del disco, Coney Island, che si tratta di un brano rock alternativo, è stato scritto dalla medesima interprete con William Bowery, Aaron Dessner e Bryce Dessner, e prodotto da questi ultimi due e conta la partecipazione del gruppo musicale statunitense The National.

## Formazione
Musicisti
- Taylor Swift – voce
- The National
  - Matt Berninger – voce
  - Bryce Dessner – orchestrazione, pianoforte, pulse
  - Aaron Dessner – programmazione drum machine, sintetizzatore, basso, chitarra acustica, high string guitar, chitarra elettrica
  - Bryan Devendorf – batteria, programmazione drum machine
  - Scott Devendorf – basso, pocket piano
- Yuki Numata Resnick – violino
- Clarice Jensen – violoncello
- Jason Treuting – batteria, percussioni

Produzione
- Aaron Dessner – produzione, registrazione
- Bryce Dessner – produzione, registrazione propria parte
- Jonathan Low – registrazione, missaggio
- Robin Baynton – registrazione voce Swift
- Sean O'Brien – registrazione voce Berninger
- Greg Calbi – mastering
- Steve Fallone – mastering
- Kyle Resnick – registrazione violino

## Classifiche
| Classifica (2020) | Posizione massima |
| ----------------- | ----------------- |
| Australia         | 42                |
| Belgio (Fiandre)  | 58                |
| Canada            | 31                |
| Portogallo        | 150               |
| Stati Uniti       | 63                |